# Rökfackla 4
Rökfackla 4 är en rökfackla för rökbeläggning som används av svenska försvarsmakten. Den har 3,5 minuter kontinuerlig rökutveckling och väger 2,6 kg. Den används för att skapa en rökridå som döljer egen trupp.

## Konstruktion
Ytterhöljet av facklan utgörs av en burk i plåt med ett ytter- och innerlock. På innerlocket sitter det en plastfolie som täcker tändhålet och sex rökutströmningshål. Som tändmedel används Röktändare 4. Rökmassan i facklan utgörs av hexakloretan och zinkstoff.

## Användning
Rökfacklan används på samma sätt som Rökhandgranat 4 med skillnaden att den har en längre brinntid. Det är också möjligt att fästa en flytkropp i cellplast på den så att den kan användas för rökläggning över vatten. Då skruvas flytkroppen fast på rökfacklan med röktändaren. När rökutvecklingen har börjat kan facklan med flytkroppen placeras i vattnet.